# Nanstelocephala
Nanstelocephala is een monotypisch geslacht van schimmels behorend tot de familie Crepidotaceae. Het bevat alleen de soort Nanstelocephala physalacrioides. 